# Троицкая башня (Псков)
Троицкая башня, также Великая, Часовая и Лубянская — часть оборонительных сооружений Пскова, юго-восточная башня Псковского кремля.
Построена в 1400—1401 годах. Троицкая башня находится в переломе стены над рекой Псковой, рядом с главными воротами Кремля. В середине XVII века на Троицкой (Великой) башне были устроены городские часы, и она получила другое название — Часовая.
В Часовой башне находится мозаичная икона Святой Троицы и проход — захаб (коридор для защиты крепости, с помощью которого всего двое воинов могли отбивать атаку целого отряда).
В 1787 году Троицкая башня разрушилась, в 1988 году была восстановлена.